# Fresnoy-le-Château
Fresnoy-le-Château är en kommun i departementet Aube i regionen Grand Est (tidigare regionen Champagne-Ardenne) i nordöstra Frankrike. Kommunen ligger  i kantonen Lusigny-sur-Barse som ligger i arrondissementet Troyes. År 2022 hade Fresnoy-le-Château 285 invånare.

## Befolkningsutveckling
Antalet invånare i kommunen Fresnoy-le-Château
Referens: INSEE